# Pterocarya rhoifolia
Pterocarya rhoifolia es una especie de árbol perteneciente a la familia Juglandaceae que crece en las áreas húmedas a lo largo de las riveras de los ríos y arroyos de montañas en el este de Shandong, China y en Japón.

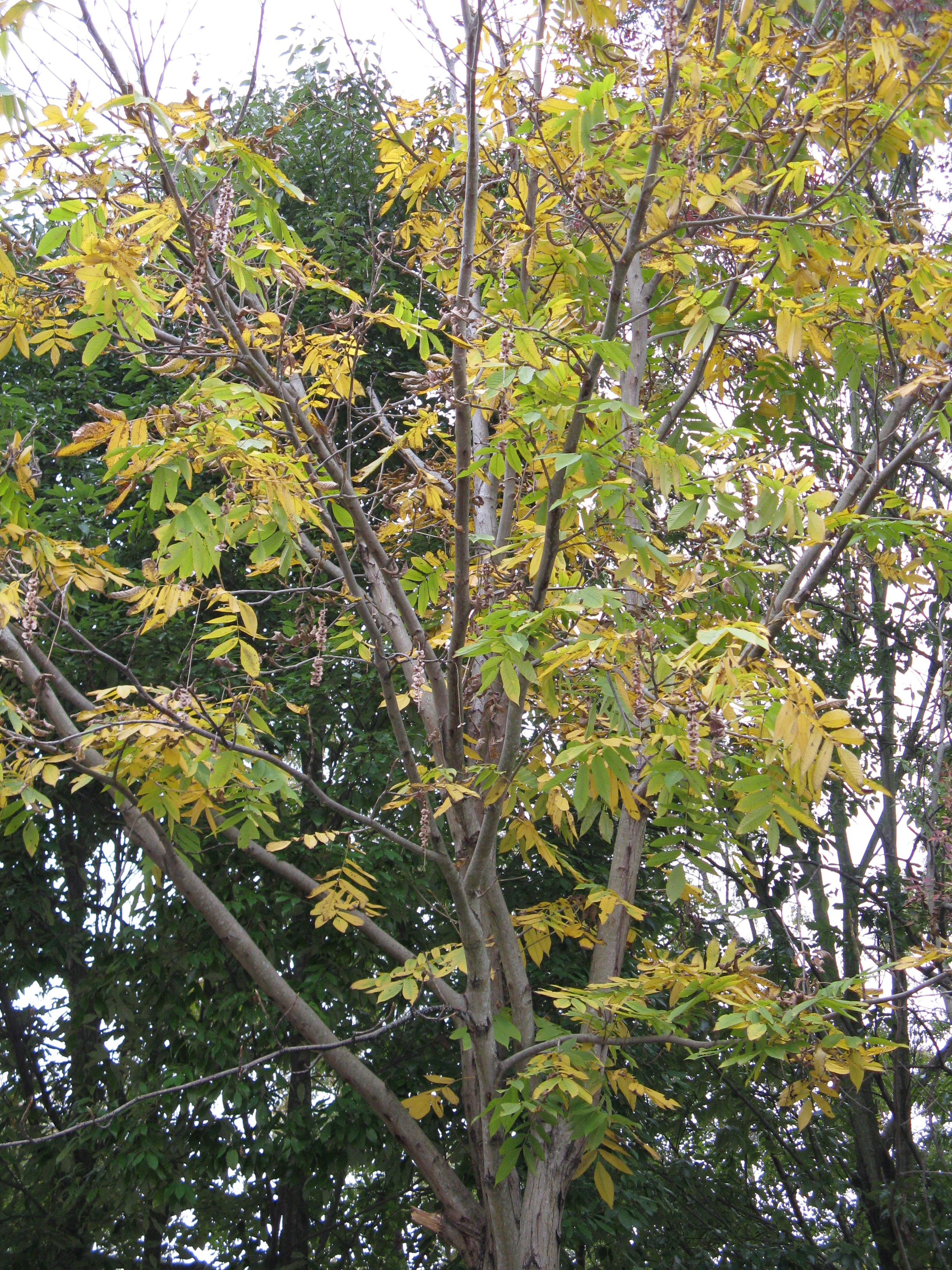
Vista de la planta

## Descripción
Son árboles que alcanza un tamaño de 30 metros de altura. Hojas pinnadas impares, de 20-25 (-40) cm, pecíolos de 3-7 cm, pubescentes, raquis sin alas, pubescentes; foliolos de (7 -) 11-21; folíolos laterales con peciólulo de 1,5 mm, lámina ovado-oblongas a oblanceoladas ampliamente, 6-12 × 1.5-4 cm, pubescentes abaxialmente lanudo a lo largo de nervio central y nervios secundarios, base oblicua, redondeada o ampliamente cuneada, ápice acuminado.  Fructificación pico 20-30 (-49) cm, eje pubescente. Núculas 8-9 mm, base redondeada, ápice obtuso cónico, glabro; alas semiorbicular, de 1.3-2.1 × 0.9-1.8 cm. Fl. Mayo, fr. Jun-julio
Áreas húmedas orillas de los ríos y arroyos de montaña. E Shandong (Lao Shan) [Japón].

## Taxonomía
Pterocarya rhoifolia fue descrita por Siebold & Zucc.  y publicado en Flora Japonica 141. 1845.
Sinonimia
- Pterocarya sorbifolia Siebold & Zucc.[4]